# Episodi di Dynasty (quarta stagione)
La quarta stagione della serie televisiva Dynasty è stata trasmessa per la prima volta negli Stati Uniti sulla ABC il 28 settembre 1983 e si è conclusa il 9 maggio 1984, posizionandosi al 3º posto nei rating Nielsen di fine anno con il 24,1% di penetrazione e con una media superiore ai 20 milioni di spettatori.
In Italia è stata trasmessa per la prima volta su Rete 4 (poi su Canale 5) a partire dal 2 marzo 1984.
La stagione si chiude con un doppio cliffhanger: l'improvvisa fuga di Fallon un istante prima di risposarsi con Jeff e l'arresto di Alexis per la morte di Mark Jennings.
Per l'intera stagione, lo sceneggiatore Edward DeBlasio è stato accreditato come Edward De Blasio.
| nº | Titolo originale     | Titolo italiano         | Prima TV USA      | Prima TV Italia |
| -- | -------------------- | ----------------------- | ----------------- | --------------- |
| 1  | The Arrest           | L'arresto               | 28 settembre 1983 | 2 marzo 1984    |
| 2  | The Bungalow         | Senza via d'uscita      | 5 ottobre 1983    | 4 marzo 1984    |
| 3  | The Note             | Un messaggio disperato  | 19 ottobre 1983   | 9 marzo 1984    |
| 4  | The Hearing - Part 1 | Custodia contesa        | 26 ottobre 1983   | 11 marzo 1984   |
| 5  | The Hearing - Part 2 | Falsa testimonianza     | 2 novembre 1983   | 16 marzo 1984   |
| 6  | Tender Comrades      | Tenere complicità       | 9 novembre 1983   | 23 marzo 1984   |
| 7  | Tracy                | Tracy                   | 16 novembre 1983  | 30 marzo 1984   |
| 8  | Dex                  | Dex                     | 23 novembre 1983  | 6 aprile 1984   |
| 9  | Peter De Vilbis      | Peter                   | 30 novembre 1983  | 13 aprile 1984  |
| 10 | The Proposal         | Una romantica proposta  | 7 dicembre 1983   | 20 aprile 1984  |
| 11 | Carousel             | Il ballo carousel       | 21 dicembre 1983  | 27 aprile 1984  |
| 12 | The Wedding          | Il matrimonio           | 28 dicembre 1983  | 4 maggio 1984   |
| 13 | The Ring             | L'anello spezzato       | 4 gennaio 1984    | 11 maggio 1984  |
| 14 | Lancelot             | Una drammatica diagnosi | 11 gennaio 1984   | 18 maggio 1984  |
| 15 | Seizure              | Il riscatto             | 18 gennaio 1984   | 25 maggio 1984  |
| 16 | A Little Girl        | Una vittima innocente   | 1º febbraio 1984  | 1º giugno 1984  |
| 17 | The Accident         | L'incidente             | 22 febbraio 1984  | -               |
| 18 | The Vigil            | Veglia angosciosa       | 29 febbraio 1984  | -               |
| 19 | Steps                | La fine di un incubo    | 7 marzo 1984      | 15 marzo 1985   |
| 20 | The Voice - Part 1   | Una voce dal passato    | 14 marzo 1984     | 22 marzo 1985   |
| 21 | The Voice - Part 2   | Intrighi e paure        | 21 marzo 1984     | 5 aprile 1985   |
| 22 | The Voice - Part 3   | Minacciose telefonate   | 28 marzo 1984     | 12 aprile 1985  |
| 23 | The Birthday         | Maternità insperata     | 4 aprile 1984     | 19 aprile 1985  |
| 24 | The Check            | Un assegno pericoloso   | 11 aprile 1984    | 26 aprile 1985  |
| 25 | The Engagement       | Il fidanzamento         | 18 aprile 1984    | 3 maggio 1985   |
| 26 | New Lady In Town     | Una signora misteriosa  | 2 maggio 1984     | 10 maggio 1985  |
| 27 | The Nightmare        | L'incubo                | 9 maggio 1984     | 17 maggio 1985  |

Cast regolare:

Seconde nozze.
Episodio 12, Il matrimonio.

- Deborah Adair (Tracy Kendall) – episodi 7/27
- Kathleen Beller (Kirby Anders)
- Pamela Bellwood (Claudia Blaisdel) – episodi 3/27
- Helmut Berger (Peter De Vilbis) – episodi 9/18
- Lee Bergere (Joseph Anders) – episodi 1, 2
- Diahann Carroll (Dominique Devereaux) – episodi 26, 27
- Jack Coleman (Steven Carrington)
- Joan Collins (Alexis Carrington Colby)
- Linda Evans (Krystle Carrington)
- John Forsythe (Blake Carrington)
- John James (Jeff Colby)
- Heather Locklear (Sammy Jo Carrington) – episodi 4/6, 24/27
- Pamela Sue Martin (Fallon Carrington Colby)
- Michael Nader (Dex Dexter) – episodi 8/27
- Geoffrey Scott (Mark Jennings) – episodi 1/25
- Gordon Thomson (Adam Carrington)

## L'arresto
- Titolo originale: The Arrest
- Diretto da: Irving J. Moore
- Scritto da: Eileen Pollock e Robert Pollock (soggetto); Edward DeBlasio (sceneggiatura)

### Trama
Mark Jennings salva Alexis e Krystle dall'incendio del cottage dove le due donne erano state rinchiuse. Alexis comunica alla polizia che il colpevole potrebbe essere uno tra il detective Morgan Hess e il senatore Neal McVane. Dopo una breve indagine, però, la polizia arresta Mark. Fallon è sempre più convinta che l'avvelenamento di Jeff sia stato causato da Adam. Adam, da parte sua, convince con le minacce il dottor Edwards a dire alla ragazza che si è sbagliato sul quel primo caso di cui Adam si è occupato come avvocato. Jeff riesce a farsi lasciare la direzione della ColbyCo da Alexis mentre lei è in ospedale. Kirby, sempre più convinta di non volere il figlio di Adam, cerca di ricreare una situazione simile a quella dell'incidente a cavallo in cui Krystle perse il suo bambino e decide di uscire in aperta campagna con un cavallo poco addomesticato.
- Altri interpreti: David Ackroyd (Detective Fred Merrill), Virginia Hawkins (Jeanette Robbins), Paul Keenan (Tony Driscoll), Dinah Anne Rogers (Christine)

## Senza via d'uscita
- Titolo originale: The Bungalow
- Diretto da: Alf Kjellin
- Scritto da: Eileen Pollock e Robert Pollock (soggetto); Edward DeBlasio (sceneggiatura)

### Trama
Blake chiede ad Alexis quale potrebbe essere l'eventuale movente di Mark per ucciderla. La donna gli riferisce che ha messo fine alla relazione dell'uomo con Fallon. Blake non è convinto della colpevolezza di Mark e decide di indagare sugli altri eventuali sospettati. Ma sia Morgan Hess che Neal McVane hanno alibi di ferro: il primo era ricoverato in ospedale dopo essere stato picchiato da coloro ai quali doveva dei soldi; il senatore era totalmente ubriaco. Kirby, che non ha perso il bambino, si confida con Krystle e le dice che non vuole averlo perché non è figlio di Jeff. Adam cerca di convincere Steven a mettersi con lui contro Jeff, ma il ragazzo rifiuta perché considera Jeff come un fratello. Alexis viene aggredita da un misterioso uomo in ospedale. Quando viene dimessa, e torna a casa, confida a Steven che lui è l'unico figlio a comprenderla. Adam sente la loro conversazione e decide di trasferirsi al La Mirage. Jeff, ancora unico responsabile della ColbyCo, si allea con Blake per cercare di far fallire il piano di Alexis sulla fusione della sua compagnia con la Denver-Carrington. Durante la loro conversazione, Blake riceve una strana telefonata da Joseph, il suo maggiordomo, in cui l'uomo gli chiede di prendersi cura di Kirby. Preoccupati, Blake e Jeff si recano nella vecchia casa in cui Joseph abitava con la sua defunta moglie proprio mentre l'uomo si spara un colpo di pistola in testa.
- Altri interpreti: David Ackroyd (Detective Fred Merrill), Hank Brandt (Morgan Hess), Paul Burke (Neal McVane), Virginia Hawkins (Jeanette Robbins), Paul Keenan (Tony Driscoll), Doug Shanklin (Bernard)

## Un messaggio disperato
- Titolo originale: The Note
- Diretto da: Jerome Courtland
- Scritto da: Eileen Pollock e Robert Pollock (soggetto); Edward DeBlasio (sceneggiatura)

### Trama
Blake va a far visita ad Alexis per rivelarle il contenuto della lettera che Joseph ha lasciato prima del suo suicidio. In essa, l'uomo confessa di aver incendiato il bungalow dove era rinchiusa Alexis per vendicarsi della donna dopo che questa aveva minacciato di rivelare a Kirby la verità su sua madre. Chris Deegan consiglia a Steven di riappacificarsi sia con Blake che con Sammy Jo e di rivelare loro la verità, e cioè che loro due sono semplici coinquilini e non amanti, ma il ragazzo ritiene di non dover dare giustificazioni sulla sua vita. Claudia lascia la casa di cura e Steven la conduce al La Mirage, dove la donna decide di alloggiare temporaneamente. I due ricordano i vecchi tempi e finiscono a letto insieme. Dopo il funerale di suo padre, Kirby rivela a Krystle che il padre del suo bambino è Adam. Fallon continua a indagare sull'avvelenamento di Jeff, mentre Blake palesa ad Andrew Laird la sua intenzione di portare in tribunale Steven per ottenere la custodia del piccolo Danny.
- Special Guest Star: Grant Goodeve (Chris Deegan)
- Altri interpreti: David Ackroyd (Detective Fred Merrill), William Beckley (Gerard), Betty Harford (Hilda Gunnerson), Virginia Hawkins (Jeanette Robbins), Peter Mark Richman (Andrew Laird)

## Custodia contesa
- Titolo originale: The Hearing - Part 1
- Diretto da: Robert Scheerer
- Scritto da: Eileen Pollock e Robert Pollock (soggetto); Dennis Turner (sceneggiatura)

### Trama
Sammy Jo, ancora a New York, legge su un quotidiano della disputa in tribunale tra Blake e Steven per la custodia di Danny. La ragazza contatta Blake e gli dice che è disposta a testimoniare in suo favore. Krystle, che ha rimproverato Blake per il suo accanimento verso Steven, testimonia a favore del figliastro. Blake non permette ad Andrew Laird di controinterrogarla per evitare che la moralità della donna venga messa in discussione. Anche Alexis e Steven testimoniano contro Blake. Intanto, mentre Claudia assume il ruolo di vicedirettrice del La Mirage, Adam confida a suo padre di voler tornare in Montana, ma Blake gli offre sia un posto alla Denver-Carrington sia la sua ospitalità in casa sua. Adam accetta e si trasferisce dai Carrington, creando non pochi malumori in Kirby. Quest'ultima affronta Alexis per cercare di scoprire perché suo padre abbia provato ad ucciderla.
- Special Guest Star: Grant Goodeve (Chris Deegan)
- Altri interpreti: Virginia Hawkins (Jeanette Robbins), Neva Patterson (Signora Pommeroy), John Randolph (Giudice Henry Kendall), Peter Mark Richman (Andrew Laird), Milton Selzer (Sig. Melman)

## Falsa testimonianza
- Titolo originale: The Hearing - Part 2
- Diretto da: Irving J. Moore
- Scritto da: Eileen Pollock e Robert Pollock (soggetto); Edward DeBlasio (sceneggiatura)

### Trama
Rientrando a casa, Alexis scopre che il suo appartamento è stato svaligiato. Terrorizzata, chiede ad Adam di tornare ad abitare con lei ma il ragazzo rifiuta. Mentre Fallon testimonia a favore di Steven, Sammy Jo - come promesso - testimonia a favore di Blake. La ragazza ammette in tribunale di aver acconsentito che Steven crescesse Danny ma non è d'accordo che il bambino venga cresciuto da una coppia di gay. In più, distorce la verità sul suo ex-marito facendolo passare per una persona perversa. Blake è furioso con il suo avvocato per la testimonianza della sua ex-nuora, ma è Steven stesso a smentire la ragazza, sebbene rifiuti di rivelare, sotto testimonianza, se sia ancora o meno omosessuale. Alexis scopre che Fallon sta indagando sul passato di Adam e avverte il figlio. La ragazza trova delle tracce sul caso di avvelenamento di un operaio in Montana, dove si reca con Jeff. Per evitare di guidare tutta la notte, i due decidono di fermarsi in un hotel, dove trascorrono la notte insieme. Dopo la testimonianza di Sammy Jo, Blake ammette con Krystle che la causa che sta intentando contro suo figlio è un errore. Claudia affronta Sammy Jo e la obbliga a ritirare le sue accuse contro Steven. Al suo sprezzante rifiuto, Claudia la schiaffeggia. La donna poi si reca da Steven per proporgli di sposarla e poter ottenere così la custodia di Danny.
- Special Guest Star: Grant Goodeve (Chris Deegan)
- Altri interpreti: Molly Lynn (Nadine), John Randolph (Giudice Henry Kendall), Peter Mark Richman (Andrew Laird)

## Tenere complicità
- Titolo originale: Tender Comrades
- Diretto da: Philip Leacock
- Scritto da: Eileen Pollock e Robert Pollock (soggetto); Edward DeBlasio (sceneggiatura)

### Trama
Steven e Claudia si recano a Reno per sposarsi. Fallon e Jeff riescono a parlare con il capo dell'operaio che era rimasto avvelenato dai vapori di ossido di mercurio e scoprono che l'avvocato della vittima era Michael Torrance, e cioè Adam. Quest'ultimo, intanto, fa firmare dei documenti a sua madre, nascondendo tra di essi anche un documento che così attesta che sia stata lei a ordinare le vernici tossiche per l'ufficio di Jeff. Kirby decide di tornare a Parigi, pur di non dire a Jeff la verità sul loro bambino, ma Krystle riesce a convincerla a restare. Il matrimonio tra Steven e Claudia ha l'effetto sperato. Il giudice - dopo essersi assicurato che Steven mantenga all'impegno assunto con il suo matrimonio - si pronuncia a suo favore. Dopo la sentenza, Blake cerca di riavvicinarsi a suo figlio ma questi lo respinge. Alexis, intanto, torna alla carica e avverte Blake che ha intenzione di riunire il consiglio di amministrazione della Denver-Carrington per poter finalmente fondere quest'ultima con la ColbyCo Oil. Fallon e Jeff, tornati dal Montana, rivelano a Blake che il colpevole dell'avvelenamento di Jeff è di certo Adam.
- Special Guest Star: Grant Goodeve (Chris Deegan)
- Altri interpreti: Royce Applegate (Jud Barrows), Janet Brandt (Signora Gordon), John Randolph (Giudice Henry Kendall), Peter Mark Richman (Andrew Laird)

## Tracy
- Titolo originale: Tracy
- Diretto da: Curtis Harrington
- Scritto da: Eileen Pollock e Robert Pollock (soggetto); Frank Salisbury (sceneggiatura)

### Trama
Nonostante le pressioni di Fallon, Blake si rifiuta di accusare Adam prima di aver parlato con lui. Quest'ultimo, intanto, recatosi dal produttore dal quale aveva comprato le vernici tossiche, riesce a sostituire il buono d'ordine con il suo nome con il documento fatto firmare da Alexis con l'inganno. Il ragazzo, tormentato dalle menzogne, cade di nuovo schiavo degli stupefacenti. Affrontato finalmente da Blake, Adam incolpa senza remore sua madre. Bill Rockwell, il PR della Denver-Carrington, prossimo a lasciare l'azienda di Blake, raccomanda caldamente all'uomo di assumere al suo posto la sua assistente, Tracy Kendall, ma Blake gli rivela che ha deciso di dare quel posto a Krystle, pur di riconquistarla e farla tornare a casa Carrington. Tracy accetta la decisione ma è furiosa. Mark va nella stanza di Krystle al La Mirage per invitarla a cena, ma - al rifiuto della donna - l'uomo diventa inspiegabilmente violento. Kirby si mostra sempre più gelosa del riavvicinamento tra Jeff e Fallon. Blake riesce ad entrare in possesso del falso documento che prova la colpevolezza di Alexis nell'avvelenamento di Jeff. Quando l'uomo affronta la sua ex-moglie e la costringe a ridare a Jeff le sue azioni della ColbyCo (e a rinunciare così alla fusione tra le due aziende), Alexis comprende di essere stata ingannata da suo figlio e promette vendetta.
- Altri interpreti: Greta Blackburn (Shelley), Sally Kemp (Marcia), Peter Mark Richman (Andrew Laird), Peter White (Bill Rockwell)

## Dex
- Titolo originale: Dex
- Diretto da: Lorraine Senna
- Scritto da: Eileen Pollock e Robert Pollock (soggetto); Dennis Turner (sceneggiatura)

### Trama
Dopo essere stata accusata anche da Jeff di aver cercato di avvelenarlo, Alexis cerca di costringere Adam a dire la verità ma il ragazzo si rifiuta. Fortemente colpita dal comportamento scontroso del figlio, la donna si reca in Montana per incontrare il dottor Edwards. Questi le rivela che la condotta di Adam, molto probabilmente, è dovuta all'uso di droghe e agli effetti che queste hanno sul suo stato mentale. Jeff spiega a Kirby le ragioni del suo viaggio in Montana con Fallon per cercare di rassicurarla, ma la ragazza continua a essere gelosa dei due. Allo stesso tempo, Jeff cerca di riavvicinarsi a Fallon in maniera più intima ma la ragazza lo respinge. Nonostante i suoi sorrisi e la sua disponibilità nei confronti di Krystle, Tracy nasconde un forte rancore verso la donna, dopo che questa le ha involontariamente impedito di diventare la nuova PR alla Denver-Carrington. Alexis, rientrata a Denver, riunisce il consiglio di amministrazione della Denver-Carrington e informa i soci che la ColbyCo non è più interessata alla fusione perché la Denver-Carrington è un'azienda troppo piccola per la ColbyCo. Tra i nuovi soci della Denver-Carrington fa la sua apparizione Dex Dexter, figlio di Sam, azionario dell'azienda di Blake, e suo sostituto. L'uomo, a favore della fusione tra l'azienda di Alexis e quella di Blake, si introduce nell'ufficio di Alexis, dopo la riunione e la bacia appassionatamente, proponendo alla donna di creare insieme una nuova società. Alexis rifiuta, sebbene rimanga piacevolmente colpita dall'uomo.
- Altri interpreti: William Beckley (Gerard), Sally Kemp (Marcia), Robert Symonds (Dott. Edwards)

## Peter
- Titolo originale: Peter De Vilbis
- Diretto da: Jerome Courtland
- Scritto da: Eileen Pollock e Robert Pollock (soggetto); Edward DeBlasio (sceneggiatura)

### Trama
La gelosia di Kirby per il rapporto tra Jeff e Fallon comincia a infastidire fortemente suo marito. Blake si irrita con Alexis dopo aver letto su un quotidiano che la ColbyCo ha rinunciato alla fusione con la Denver-Carrington a causa della pessima direzione di quest'ultima. Jeff rimprovera la donna per l'articolo e le dice di non voler più lavorare alla ColbyCo. Le propone quindi di fare uno scambio di azioni: il suo 50% della ColbyCo in cambio del 47% della Denver-Carrington in mano ad Alexis. Dex invita Alexis a cena ma la donna rifiuta, nonostante un bacio appassionato. Adam, a sua volta, bacia Tracy, che non si tira indietro, sebbene avverta l'uomo che lei non mescola mai lavoro e sesso. Blake, Krystle e Fallon si recano a Los Angeles per assistere a delle corse di cavalli. In quel contesto, la giovane Carrington conosce un misterioso e ricco uomo, Peter De Vilbis, con il quale trascorre la notte. In realtà, l'uomo è interessato solo al denaro di Blake. Jeff decide di regalare a Kirby una crociera e si informa presso il suo dottore se la ragazza può viaggiare, visto il suo stato. L'uomo scopre che sua moglie era già incinta quando l'ha sposata. Affronta la ragazza e questa, in lacrime, gli confessa di essere stata violentata da Adam.
- Altri interpreti: William Beckley (Gerard), Ivan Bonar (Ed McFadden), Jon Cypher (Dirk Maurier), Don Eitner (Dr. Richard Winfield), Carol Ann Henry (Irene)

## Una romantica proposta
- Titolo originale: The Proposal
- Diretto da: Curtis Harrington
- Scritto da: Eileen Pollock e Robert Pollock (soggetto); Dennis Turner (sceneggiatura)

### Trama
Dopo aver scoperto la verità sul bambino di Kirby, Jeff, furioso, va a cercare Adam in uno dei cantieri immobiliari della Denver-Carrington. L'incontro tra i due si trasforma ben presto in scontro fisico, durante il quale Jeff rivela ad Adam che è lui il padre del bambino di Kirby. La ragazza, scossa dagli ultimi eventi, decide di tornare a Parigi ma rinuncia all'ultimo momento. Fallon, ancora a Los Angeles, continua la sua nuova relazione con Peter De Vilbis. Dex decide di acquistare dei giacimenti di sabbie bituminose per Alexis, sia per conquistarla sia per diventare suo partner professionale. La donna accetta tutte e due le proposte. Mark, totalmente ubriaco, usa parole scortesi con Steven nei confronti di sua madre. Blake dà una serata libera alla servitù e invita Krystle a cena. L'uomo le regala un anello di diamanti e le chiede di sposarlo di nuovo. La donna accetta.
- Altri interpreti: Ben Marino (Charlie), Michael John Meyer (Terry)

## Il ballo carousel
- Titolo originale: Carousel
- Diretto da: Irving J. Moore
- Scritto da: Eileen Pollock e Robert Pollock (soggetto); Edward DeBlasio (sceneggiatura)

### Trama
A Calgary, dove Alexis si era recata per acquistare i giacimenti di sabbie bituminose (poi acquistati per lei da Dex), Dex si intrufola nella sua stanza per sigillare finalmente un accordo d'affari e i due trascorrono la notte insieme. Peter De Vilbis ha intenzione di vendere un suo cavallo da corsa e Fallon gli dice che forse suo padre potrebbe essere interessato. Durante il "Ballo Carousel", evento mondano e filantropico organizzato da Marvin e Barbara Davis, Alexis presenta Dex a Steven e lo informa che hanno creato una società d'affari chiamata LexDex. Fallon presenta Peter a Blake. Quest'ultimo accetta di acquistare il cavallo di Peter per donarlo a Krystle come dono di nozze. Durante il ballo, Blake annuncia a tutti gli invitati che lui e Krystle stanno per risposarsi. Claudia approfitta del momento di gioia per spingere Steven a riconciliarsi con il padre. Alexis rivela ad Adam - presente al ballo con Tracy - di aver saputo dei suoi problemi di droga e che questa scoperta l'ha spinta a rinunciare alla fusione tra la ColbyCo e la Denver-Carrington ed evitare così che Blake scoprisse una verità su suo figlio che non avrebbe mai accettato.
- Altri interpreti: William Beckley (Gerard), Paul Burke (Neal McVane), Barbara Davis (se stessa), Marvin Davis (se stesso), Betty Ford (se stessa), Gerald Ford (se stesso), Henry Kissinger (se stesso), Bunky Young (Julia), Nancy Zarif (se stessa)

## Il matrimonio
- Titolo originale: The Wedding
- Diretto da: Irving J. Moore
- Scritto da: Eileen Pollock e Robert Pollock (soggetto); Michael Russnow (sceneggiatura)

### Trama
Prima di partire per il suo viaggio di nozze, Krystle vuole portare a termine tutto il lavoro alla Denver-Carrington. Tracy approfitta del momento per farsi affidare la carta di credito aziendale e la chiave dell'armadietto con svariati documenti segreti. Kirby comincia a soffrire di strani dolori all'addome. Alexis mette in guardia Fallon nei riguardi di Peter, e le riferisce che l'uomo è un noto playboy mondano. In effetti, Peter - residente al La Mirage - comincia ad avere degli atteggiamenti ambigui nei confronti di Claudia. Adam insiste per essere riconosciuto come padre del bambino di Kirby, ma la ragazza lo avverte che, sebbene stia per divorziare da Jeff, non ha nessuna intenzione di sposarlo perché non lo ama. In casa Carrington tutto è pronto per la seconda cerimonia di nozze di Blake e Krystle. Blake - riconciliatosi con Steven - gli chiede di fargli da testimone. Alexis chiede a Dex di accompagnarla a Rio de Janeiro per concludere un affare, ma l'uomo rifiuta, in quanto trova strano che la donna debba recarsi proprio nel luogo della luna di miele di Blake e Krystle. Alexis, per ripicca, decide di farsi accompagnare da Mark.
- Altri interpreti: William Beckley (Gerard), Peter Duchin (se stesso), Betty Harford (Hilda Gunnerson), Virginia Hawkins (Jeanette Robbins), Carol Ann Henry (Irene), Peter Mark Richman (Andrew Laird)

## L'anello spezzato
- Titolo originale: The Ring
- Diretto da: Curtis Harrington
- Scritto da: Eileen Pollock e Robert Pollock (soggetto); Dennis Turner (sceneggiatura)

### Trama
In Brasile, Blake e Krystle trascorrono momenti felici, ospiti di un hotel di Peter De Vilbis. Tracy si dimostra molto abile nel sostituire Krystle come P.R. della Denver-Carrington. Dex, convinto che Alexis abbia semplicemente paura di innamorarsi di lui, le regala un prezioso collier di smeraldi. Fallon, affidatasi a Ernesto Pinero, un architetto consigliatole da Peter per rinnovare il suo hotel, scopre che l'uomo del quale è innamorata ha molti debiti con lui. Jeff e Kirby chiedono a Andrew Laird di occuparsi del loro divorzio e Adam chiede alla ragazza di sposarlo subito dopo la fine del suo matrimonio con Jeff. La signora Gordon, balia del piccolo Danny, rivela a Claudia che un brutto ceffo ha seguito lei e il bambino fino a casa ed è molto spaventata. Claudia chiede quindi a Blake - tornato da Rio - di tenere Danny in casa Carrington, irritando fortemente Alexis. Kirby è molto preoccupata del suo stato di salute, quando vede che le sue mani cominciano a gonfiarsi in maniera allarmante, tanto da dover far tagliare la sua fede nuziale.
- Altri interpreti: Janet Brandt (Signora Gordon), George Clifton (Joaquin Palmas), Jon Cypher (Dirk E. Maurier), Betty Harford (Hilda Gunnerson), Virginia Hawkins (Jeanette Robbins), Paul Keenan (Tony Driscoll), Sally Kemp (Marcia), Peter Mark Richman (Andrew Laird), Richard Yniguez (Ernesto Pinero)

## Una drammatica diagnosi
- Titolo originale: Lancelot
- Diretto da: Irving J. Moore
- Scritto da: Eileen Pollock e Robert Pollock (soggetto); Millee Taggart (sceneggiatura)

### Trama
Dopo alcuni accertamenti, Kirby scopre di soffrire di eclampsia, una grave patologia della gravidanza, caratterizzata da convulsioni. Anche Krystle non riceve notizie rassicuranti quando il suo dottore la informa che ha poche chance di rimanere incinta o di portare a termine una gravidanza. Blake dice a Tracy di informare sua moglie di partecipare a una riunione importante alla Denver-Carrington, ma la ragazza non avverte la signora Carrington e si presenta in sua vece. Kirby ha un mancamento e viene soccorsa da Adam. Questi ancora una volta le propone di sposarlo e la ragazza accetta. Adam, colto dal rimorso, confessa a Blake cosa ha fatto a Kirby e come sia lui il padre del suo bambino. In casa Carrington arriva una misteriosa telefonata anonima in cui un uomo dice che ben presto toglierà alla signora Carrington tutto ciò che lei ama. Claudia riceve un mazzo di viole con un biglietto firmato "Lancelot", nomignolo usato da Matthew quando questi le mandava dei fiori. Subito essere stati a Los Angeles per vedere il cavallo di Krystle partecipare ad una corsa, Krystle e Blake ricevono un'altra telefonata misteriosa: il loro cavallo è scomparso.
- Altri interpreti: William Beckley (Gerard), Jon Cypher (Dirk Maurier), Don Eitner (Dott. Richard Winfield), Virginia Hawkins (Jeannette Robins), Paul Keenan (Tony Driscoll), Sally Kemp (Marcia), Dayle Kerry (Sarah), Bert Remsen (Jack Crager)

## Il riscatto
- Titolo originale: Seizure
- Diretto da: Georg Stanford Brown
- Scritto da: Eileen Pollock e Robert Pollock (soggetto); Dennis Turner (sceneggiatura)

### Trama
Mentre la polizia indaga sulla sparizione del cavallo di Krystle, Adam si scusa con Jeff per tutto il male che ha fatto a Kirby. Claudia è ancora molto turbata per le viole e il bigliettino che ha ricevuto, e Steven le consiglia di disfarsene. Kirby viene colta da un attacco di convulsioni e viene urgentemente ricoverata. Mentre rilascia un'intervista riguardo alla sparizione del cavallo, Peter dice ai giornalisti che ben presto lui e Fallon saranno marito e moglie. Dex convince Alexis ad accompagnarlo da un certo Oscar Stone per chiudere l'acquisto di alcuni terreni che l'uomo desidera fortemente. Lo charme di Alexis si rivela determinante. Blake riceve la richiesta di un riscatto pari a 2 milioni di dollari, che l'uomo non vuole pagare, ma Peter lo convince del contrario. Bill Rockwell, ex capo di Tracy alla Denver-Carrington, propone alla ragazza di lavorare per la sua nuova società, ma Tracy rifiuta. Kirby, in ospedale, è vittima di una nuova crisi convulsiva.
- Altri interpreti: Jon Cypher (Dirk Maurier), Don Eitner (Dott. Richard Winfield), Paul Keenan (Tony Driscoll), Bert Kramer (Detective Harrison), John McLiam (Oscar Stone), Bert Remsen (Jack Crager), Peter White (Bill Rockwell)

## Una vittima innocente
- Titolo originale: A Little Girl
- Diretto da: Irving J. Moore
- Scritto da: Eileen Pollock e Robert Pollock (soggetto); Edward DeBlasio (sceneggiatura)

### Trama
Kirby comincia a soffrire di violenti mal di testa e il dottor Winfield, sospettando si tratti di un aneurisma, decide di praticare un cesareo per salvare la ragazza, sebbene l'intervento sia rischioso per il bambino. Blake è ancora molto riluttante riguardo al pagare o meno il riscatto richiesto per il cavallo ed è molto dubbioso sul matrimonio di Fallon con Peter. La ragazza accusa Alexis di aver parlato male di Peter a suo padre. Anche Jeff è molto irritato dall'idea che Fallon sposi Peter e alla prima occasione dà un pugno all'uomo. Blake deve recarsi urgentemente a Washington per affari, e Peter decide di fare le sue veci e pagare il riscatto per il cavallo, che viene liberato. Tracy scopre dell'affare che Dex ha portato a termine con Oscar Stone e avverte Blake. Questi accusa Dex di essere stato sleale nei confronti della Denver-Carrington, essendo un membro del consiglio di amministrazione. Il senatore Neal McVane viene contattato da Alexis credendo che la donna voglia scusarsi di tutte le sue malefatte. In realtà vuole solo il nome del nuovo candidato da sostenere. Per cercare di vendicarsi, l'uomo chiede a Mark di scovare delle informazioni compromettenti sulla signora Colby ma Mark si rifiuta. Jeff decide di perdonare Adam e rivela a Krystle che è ancora innamorato di Fallon. Claudia riceve un nuovo mazzo di viole, e la donna è sempre più convinta che sia suo marito Matthew a mandarglielo. Preso dallo sconforto per le pessime condizioni di salute di Kirby, Adam fa un'altra confessione a suo padre e gli rivela che il responsabile dell'avvelenamento di Jeff è lui (e non Alexis). Kirby è finalmente fuori pericolo, ma la sua bambina non sopravvive all'intervento.
- Altri interpreti: William Beckley (Gerard), Paul Burke (Neal McVane), Don Eitner (Dott. Richard Winfield), Bert Kramer (Detective Harrison), Bert Remsen (Jack Crager)

## L'incidente
- Titolo originale: The Accident
- Diretto da: Jerome Courtland
- Scritto da: Eileen Pollock e Robert Pollock (soggetto); Priscilla English (sceneggiatura)

### Trama
Blake rivela ad Alexis che Adam ha confessato di essere il responsabile dell'avvelenamento di Jeff. La donna gli rivela a sua volta che da giovane loro figlio è stato schiavo della droga e ha sofferto di depressione. Jeff ha dei dubbi su come sia realmente andato il rapimento del cavallo di Krystle e cerca di indagare. Scopre che Tony, che lavora alle scuderie, la sera del rapimento ha avuto un improvviso e inspiegabile colpo di sonno. Claudia è sempre più turbata dai mazzi di fiori che riceve, e Steven inizia a sospettare di sua madre, la quale però nega qualunque implicazione. Dex chiede ad Alexis di sposarlo ma la donna rifiuta la sua proposta. Tracy, in accordo con un suo amante giornalista, fa pubblicare un articolo scottante sul matrimonio di Krystle e Blake. La ragazza lo mostra alla signora Carrington ma questa non ha la reazione che Tracy si aspettava. Alexis rivela a Fallon che in passato Peter ha abbandonato una donna quando ha scoperto che questa era incinta. Jeff scopre infine che il rapimento del cavallo di Krystle è stato organizzato da Peter stesso per incassare i due milioni di dollari del riscatto. Rivela la verità a Fallon ma questa non gli crede. Solo quando l'avvocato di Peter, Dirk Maurier, le riferisce che Peter ha lasciato La Mirage per sempre, la ragazza ha giusta percezione dell'uomo e - fuggendo sconvolta dall'hotel - viene investita da un'auto.
- Altri interpreti: William Beckley (Gerard), Jon Cypher (Dirk Maurier), Paul Keenan (Tony Driscoll), Sally Kemp (Marcia), Chip Lucia (Jeremy Thatcher), Bert Remsen (Jack Crager)

## Veglia angosciosa
- Titolo originale: The Vigil
- Diretto da: Philip Leacock
- Scritto da: Eileen Pollock e Robert Pollock (soggetto); Dennis Turner (sceneggiatura)

### Trama
Fallon riporta una frattura al cranio e la ragazza cade in coma. Mentre si appresta a fuggire a New York, Peter viene arrestato in aeroporto per possesso di droga. Alexis corre al capezzale di sua figlia in ospedale, informata da Krystle. Eric Grayson propone a Blake di mettersi a capo di un partito politico nella nuova campagna elettorale per il Congresso. Tracy, a sua volta, ex-amante di Eric, chiede all'uomo di darle il ruolo di portavoce del partito, se non vuole che sua moglie sappia della loro vecchia relazione. Claudia contatta la madre di Matthew e le chiede se ci può essere qualcuno che possa avercela con suo figlio e voglia vendicarsi di lui. Kirby, nonostante sia ancora sconfortata dalla perdita del suo bambino, accetta di sposare Adam, con la disapprovazione di Alexis. Questa contatta di nuovo Morgan Hess e gli chiede di indagare sulla madre della ragazza, morta qualche anno prima. Adam rivela a Jeff di essere il responsabile del suo avvelenamento e gli chiede perdono, ma non lo ottiene. Fallon riprende coscienza ma i primi accertamenti rivelano che le sue gambe sono paralizzate.
- Altri interpreti: Paul Burke (Neal McVane), Jon Cypher (Dirk Maurier), Diana Douglas (Signora Blaisdel), Robert Hooks (Dott. Walcott), Lawrence Pressman (Eric Grayson)

## La fine di un incubo
- Titolo originale: Steps
- Diretto da: Irving J. Moore
- Scritto da: Eileen e Robert Mason Pollock (soggetto); Dennis Turner (sceneggiatura)

### Trama
I medici informano Blake che la paralisi di Fallon è psicosomatica. Alexis offre a Kirby un posto di lavoro a Parigi pur di impedirle di sposare Adam. Kirby rifiuta sdegnata, e Alexis - per vendetta - le rivela che sua madre non è morta ma è rinchiusa in un istituto psichiatrico. Fallon torna a casa Carrington ma - nonostante esegua molti esercizi di fisioterapia - non riesce ancora a camminare, fino a che la vita del piccolo Blake non è seriamente in pericolo: in procinto di cadere nella piscina, Fallon si alza di scatto e corre a salvarlo. In serata, durante una cena che riunisce tutta la famiglia per festeggiare il recupero di Fallon, Claudia riceve un messaggio anonimo con una foto scattata da Matthew.
- Scritto da: Eileen Pollock e Robert Pollock (soggetto); Dennis Turner (sceneggiatura)
- Altri interpreti: William Beckley (Gerard), Gerald Berns (Kevin), Hank Brandt (Morgan Hess), Betty Harford (Hilda Gunnerson), Virginia Hawkins (Jeannette Robins), Robert Hooks (Dott. Walcott), Sally Kemp (Marcia)

## Una voce dal passato
- Titolo originale: The Voice - Part 1
- Diretto da: Georg Stanford Brown
- Scritto da: Eileen Pollock e Robert Pollock (soggetto); Edward DeBlasio (sceneggiatura)

### Trama
Claudia decide di partire per il Perù per cercare la verità sulla morte di Matthew. La polizia peruviana la porta sul luogo dell'incidente e la donna chiede una riapertura delle indagini, visto che i corpi di Matthew e Lindsay non sono mai stati ritrovati. La polizia però non acconsente. Krystle scopre di essere incinta, e per la gioia Blake le regala una pelliccia, un collier di diamanti e un nuovo autista. L'uomo parte poi per Hong Kong e chiude un affare sulle concessioni nel Mar della Cina con Rashid Ahmed. Adam e Alexis hanno una discussione riguardo alla decisione di Adam di sposare Kirby, una ragazza che Alexis ritiene "priva di classe, senza posizione e con un sacco di scheletri nell'armadio". Fallon comincia ad avere forti e improvvisi mal di testa, forse conseguenza dell'incidente che l'ha vista coinvolta in precedenza. Tornata a Denver, Claudia riceve una telefonata in cui Matthew le dice che lui e Lindsay hanno bisogno di lei. A causa dello shock, la donna sviene.
- Special Guest Star: John Saxon (Rashid Ahmed)
- Altri interpreti: William Beckley (Gerard), Gerald Castillo (Capitano Cordillo), Dean Stewart (Frederick), Gary Wood (Pat Dunne)

## Intrighi e paure
- Titolo originale: The Voice - Part 2
- Diretto da: Jerome Courtland
- Scritto da: Eileen Pollock e Robert Pollock (soggetto); Edward DeBlasio (sceneggiatura)

### Trama
A Hong Kong con Tracy, Blake trova in una borsa della ragazza una sua foto con Eric Grayson. Tracy ammette di aver avuto rapporti intimi con l'uomo e di aver complottato con lui. Quando la donna fa delle avances a Blake, questi la licenzia. Tornato a Denver poi, affronta Grayson e si dimette dal partito dell'uomo.
Dopo aver scoperto dell'accordo tra Blake e Rashid Ahmed, Alexis decide di recarsi a Hong Kong con Mark al seguito. Dex invita Alexis ad andare con lui in California per chiudere un affare, ma la donna dice di essere troppo impegnata, senza rivelargli che si recherà a Hong Kong.
Kirby si reca nel North Dakota con Adam dopo aver trovate delle tracce di sua madre in un ospedale psichiatrico a Bismarck. Qui scopre però che la donna è morta suicida.
Dopo aver visto delle violette nell'ufficio di Alexis regalate alla donna da Dex, Steven sospetta che sia quest'ultimo a perseguitare Claudia.
- Special Guest Star: John Saxon (Rashid Ahmed)
- Altri interpreti: Jeff Celentano (Lloyd), Sally Kemp (Marcia), Rance Howard (Gifford), Lawrence Pressman (Eric Grayson), Peter Mark Richman (Andrew Laird), Tracy Ryan (Dina), Dean Stewart (Frederick)

## Minacciose telefonate
- Titolo originale: The Voice - Part 3
- Diretto da: Irving J. Moore
- Scritto da: Eileen Pollock e Robert Pollock (soggetto); Edward DeBlasio (sceneggiatura)

### Trama
Adam affronta Steven quando scopre che Alexis è a Hong Kong. Steven lo accusa che l'accordo che Blake ha siglato è stato possibile grazie a un documento che Adam ha trafugato alla ColbyCo prima di andare a lavorare per la Denver Carrington.
Dex si reca a Hong Kong in cerca di Alexis e quando si reca nella sua stanza trova Rashid e la donna in deshabillé e capisce che hanno trascorso la notte insieme. Dopo essere venuti alle mani, Dex lascia Alexis. 
Blake scopre che dietro alle violette e alle telefonate per Claudia c'è il detective Morgan Hess. L'uomo voleva vendicarsi di Alexis, e avrebbe messo i nastri con la voce di Matthew in suo possesso a casa della donna.
A Hong Kong, Dex e Tracy, abbattuti a causa degli ultimi eventi personali, finiscono a letto insieme. In quel frangente, l'uomo propone alla donna di andare a lavorare per Alexis e riferirgli tutti i segreti della sua ex amante.
- Special Guest Star: John Saxon (Rashid Ahmed)
- Altri interpreti: William Beckley (Gerard), Hank Brandt (Morgan Hess), Diana Douglas (Signora Blaisdel), Sally Kemp (Marcia), Dean Stewart (Frederick), James Sutorius (Gordon Wales)

## Maternità insperata
- Titolo originale: The Birthday
- Diretto da: Kim Friedman
- Scritto da: Eileen Pollock e Robert Pollock (soggetto); Susan Miller (sceneggiatura)

### Trama
- Altri interpreti: William Beckley (Gerard), Hank Brandt (Morgan Hess), Virginia Hawkins (Jeannette Robins), Robert Hook (Dott. Walcott), James Levine (Douglas)

## Un assegno pericoloso
- Titolo originale: The Check
- Diretto da: Jerome Courtland
- Scritto da: Eileen Pollock e Robert Pollock (soggetto); Dennis Turner (sceneggiatura)

### Trama
- Altri interpreti: Paul Burke (Neal McVane), Christopher Cary (Earl Cunningham), Alex Henteloff (Ed Linden), Peter Kwong (Sig. Lin), Adam Mills (Jerome), James Sutorius (Gordon Wales)

## Il fidanzamento
- Titolo originale: The Engagement
- Diretto da: Irving J. Moore
- Scritto da: Eileen Pollock e Robert Pollock (soggetto); Dennis Turner (sceneggiatura)

### Trama
- Altri interpreti: William Beckley (Gerard), Janet Brandt (Signora Gordon), Paul Burke (Neal McVane), Jonathan Goldsmith (Sergente Cooper), Virginia Hawkins (Jeannette Robins), Carol Ann Henry (Irene), James Karen (Avril Dawson), Tom Ohmer (Bennett), Hari Rhodes (Taylor)

## Una signora misteriosa
- Titolo originale: New Lady In Town
- Diretto da: Jerome Courtland
- Scritto da: Eileen Pollock e Robert Pollock (soggetto); Edward DeBlasio (sceneggiatura)

### Trama
- Altri interpreti: Janet Brandt (Signora Gordon), Philip Coccioletti (Owen Bancroft), Jonathan Goldsmith (Sergente Cooper), Alex Henteloff (Ed Linden), Paul Kennan (Tony Driscoll), Peter Mark Richman (Andrew Laird)

## L'incubo
- Titolo originale: The Nightmare
- Diretto da: Irving J. Moore
- Scritto da: Eileen Pollock e Robert Pollock (soggetto); Edward DeBlasio (sceneggiatura)

### Trama
- Altri interpreti: William Beckley (Gerard), Hank Brandt (Morgan Hess), Janet Brandt (Signora Gordon), Jonathan Goldsmith (Sergente Cooper), Betty Harford (Hilda Gunnerson), Sally Kemp (Marcia)